# 쥘리앵 베르토
쥘리앵 베르토(프랑스어: Julien Bertheau, 1910년 6월 19일 ~ 1995년 10월 28일)는 프랑스의 배우이다.
알제에서 태어났으며 니스에서 사망하였다.

## 영화
- 사랑의 도피 (1979년)
- 욕망의 모호한 대상 (1977년)
- 스페셜 섹션 (1975년)
- 자유의 환상 (1974년)
- 부르주아의 은밀한 매력 (1972년)
- 은하수 (1969년)
- 지골로 (1960년)
- 명문가 슈들레 (1958년)
- 몬테 크리스토 백작 (1954년)
- 카르멘 (1944년)
- 프랑스 사람들 (1936년)